# Renault
A Renault (pronuncia-se Renô) é uma empresa francesa, responsável pela fabricação de veículos, fundada em 25 de fevereiro de 1899 por Louis Renault. Produz automóveis pequenos e médios, vans (furgões), ônibus (autocarros) e caminhões (camiões). É conhecida pelos protótipos que desenvolve, como o Renault 16 ou os monovolumes Twingo, Scénic e Espace.
A Renault ganhou muitos prêmios internacionais, como por exemplo: as 7 vezes Carro do Ano na Europa, 9 vezes Carro do Ano em Espanha, 3 vezes Carro do Ano na Eurásia Autobest e 2 vezes Carro do Ano na Irlanda.

## Grupo Renault
O Grupo Renault é formado atualmente por 6 marcas automotivas, sendo elas a Renault, principal marca do grupo com atuação global, a Dacia, montadora romena com atuação na Europa e norte da África, Alpine, marca de carros esportivos, a Renault Samsung Motors, que atua na Coreia do Sul, Dongfeng Renault, que atua na China e Mobilize, marca de veículos elétricos que oferece soluções inteligentes de mobilidade. A Renault tem uma participação de 15% na montadora japonesa Nissan e anteriormente controlava a AvtoVAZ, controladora da marca Lada na Rússia e outras partes do leste europeu. Além disso a Renault faz parte de um grupo automotivo maior conhecido como Aliança Renault Nissan Mitsubishi, que atualmente é o terceiro maior do mundo, atrás apenas dos grupos Toyota e Volkswagen. A aliança funciona através uma colaboração estratégica em todo o mundo com troca de tecnologias, uso conjunto de plataformas e peças entre todas as marcas do grupo.

## História

### 1898-1918
O grupo Renault foi fundado em 25 de fevereiro de 1899 pelo industrial francês Louis Renault, seus irmãos Marcel e Fernand e seus amigos Thomas Evert e Julian Wyer, pioneiros da indústria automobilística e introdutores do taylorismo como forma de organização do trabalho na França. O primeiro carro Renault, a Renault Voiturette 1CV, foi vendida a um amigo do pai de Luís, depois de lhe dar um passeio de teste em 24 de dezembro de 1898. Os irmãos rapidamente perceberam a publicidade que poderiam atrair pela participação dos seus veículos em competições automobilísticas, e alcançaram rápido sucesso e reconhecimento nas primeiras corridas de cidade a cidade na França. Tanto Louis quanto Marcel Renault competiram com modelos de sua fábrica, porém Marcel morreu em um acidente de carro durante uma corrida de Paris a Madrid em 1903. Além dele, outros 15 competidores foram vítimas de acidentes, obrigando os organizadores a cancelarem a corrida. Apesar de Louis Renault não ter mais competido após isso, sua empresa continuou envolvida em competições. A Renault venceu corridas com o modelo AK 90 CV e foi vencedora do primeiro Grand Prix da história em 1906. Em 1909, Louis toma o controle total da empresa após a morte de seu outro irmão, Fernand.
Durante a Primeira Guerra Mundial (1914-1918), a Renault fabricou munição, aviões militares e veículos como o tanque de guerra Renault FT-17. Louis Renault chegou a ser homenageado pelas forças da Tríplice Entente pela sua contribuição para a guerra com os seus veículos militares. Nesta época, a Renault passou a fabricar também veículos especiais para táxi. Após a guerra, a Renault tornou-se líder de mercado na França. Em 1918, inicia-se a construção de uma nova fábrica na cidade de Billancourt, deixando Louis com 85% das ações da empresa.

### 1919-1938
No período entre guerras, Louis Renault ampliou o escopo de sua empresa, produzindo máquinas agrícolas e industriais. Mas com a enorme demanda de encomendas de veículos, a Renault teve problemas de falta de estoque e de empregados, além de problemas na distribuição dos veículos. Todos esses fatores levaram Louis, em 1920, a firmar um acordo entre a Renault e Louis Gustave Gueudet, um rico empresário francês que ajudou a empresa na distribuição pelo país. A empresa avançou muito em 1920, e chegou a produzir 45.809 unidades de sete modelos de carros, eram eles: 6cv, 10cv, Monasix, 15cv, Vivasix, 18/22cv e 40cv. Em 1928 a Renault começa a exportar para o Reino Unido, mas diminui as exportações para os Estados Unidos por conta do alto custo de exportação e baixo volume de vendas em relação as marcas nacionais do país.

### 1939-1971
Durante a Segunda Guerra Mundial as forças armadas da Alemanha invadiram a França, tomaram posse das fábricas de Louis Renault e utilizaram com a ajuda de Daimler-Benz para a produção de veículos militares para a Alemanha Nazista. Por esse motivo, as forças inglesas bombardearam a fábrica da Renault em Billancourt em resposta a ocupação das tropas da Alemanha. Após a derrota alemã, Louis Renault foi preso durante a libertação da França em 1944 por "manter relações comerciais com inimigos" e acabou morrendo na prisão antes de preparar sua defesa. Seus ativos industriais foram confiscados pelo governo e as fábricas da Renault tornaram-se estatais, passando a chamar-se Régie Nationale des Usines Renault. Logo após a nacionalização, a montadora lançou o modelo 4 CV com motor na traseiro que competiu com os modelos de maior sucesso na época, como Morris Minor e Volkswagen Fusca. Foram vendidas meio milhão de unidades, até a sua descontinuação em 1961. O modelo 4 CV usado em competições venceu duas vezes a corrida 24 horas de Le Mans.
O Renault Dauphine foi um trabalho da montadora Renault após o fim da produção de carros de 4 CV. O modelo acabou tendo um grande desempenho na Europa, o que resultou na expansão da área de importação, aumentando as vendas na África e na América do Norte. Nessa mesma época a Renault começou a produzir dois outros modelos de sucesso da indústria, o Renault 4 e Renault 8.

### 1972–2001
Em 1972 a Renault lançou o Renault 5, um carro popular que era um tentativa de conseguir sobreviver a crise do petróleo. Com este carro, a Renault ganhou um série de rallys. Entre 1979 e 1987, a Renault teve maioria de ações na empresa American Motors Corporation (AMC), à qual foi vendida à Chrysler em março de 1987. Em abril de 1986 o governo da França opôs-se à privatização da Renault. Porém, 10 anos depois, em 1996 a empresa foi parcialmente privatizada. Em 2 de janeiro de 2001, a montadora vendeu sua subdivisão de veículos industriais (Renault Véhicules Industriels) para a Volvo, que a rebatizou de Renault Caminhões em 2002.

## Situação atual

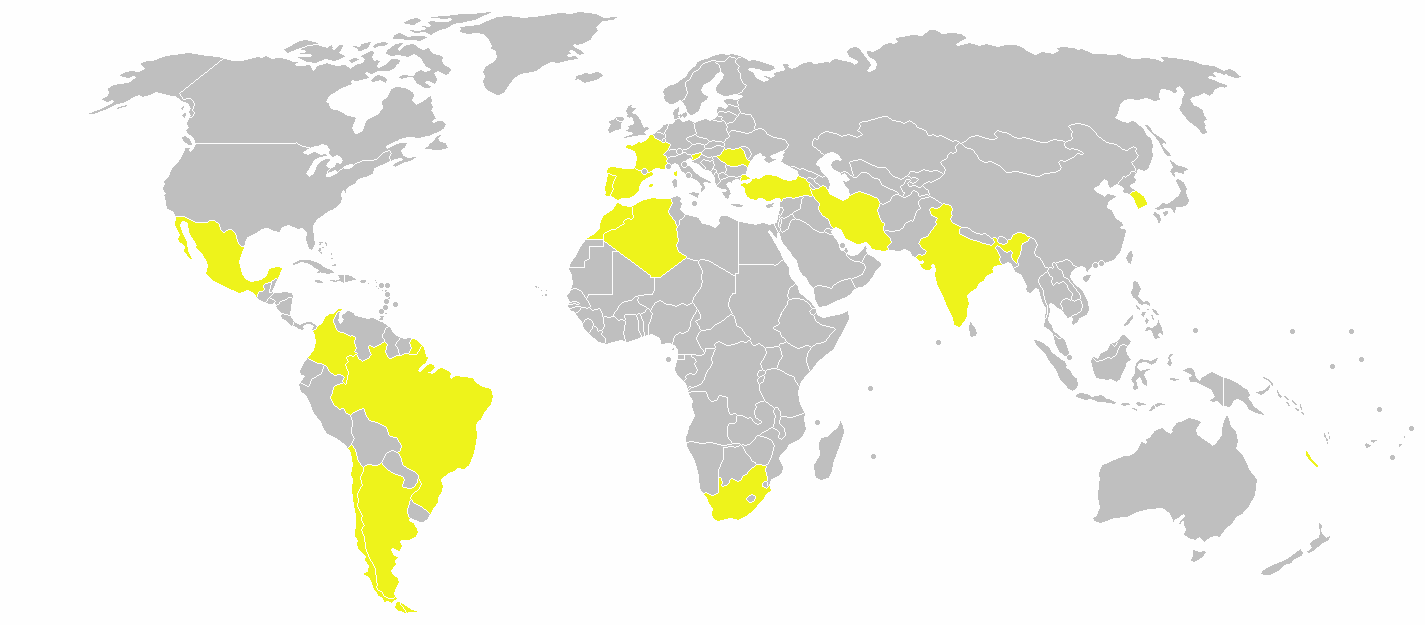
Países em que a Renault tem fábricas (em amarelo).

O governo da França detém 15,01% da empresa, porém a Renault é uma empresa privada. Louis Schweitzer foi o executivo-chefe da Renault de 1992 a 2005, quando foi substituído pelo brasileiro Carlos Ghosn, que era até então o CEO da Nissan. A Renault participa em 43,4% do capital da fabricante japonesa de automóveis Nissan. Juntas, elas formam a Aliança Renault-Nissan-Mitsubishi (Renault-Nissan-Mitsubishi Alliance). Outras participações da Renault são na Samsung Motors da Coreia do Sul, na sueca Volvo Trucks e na romena Dacia.[carece de fontes?]

### Na América do Sul

#### Argentina

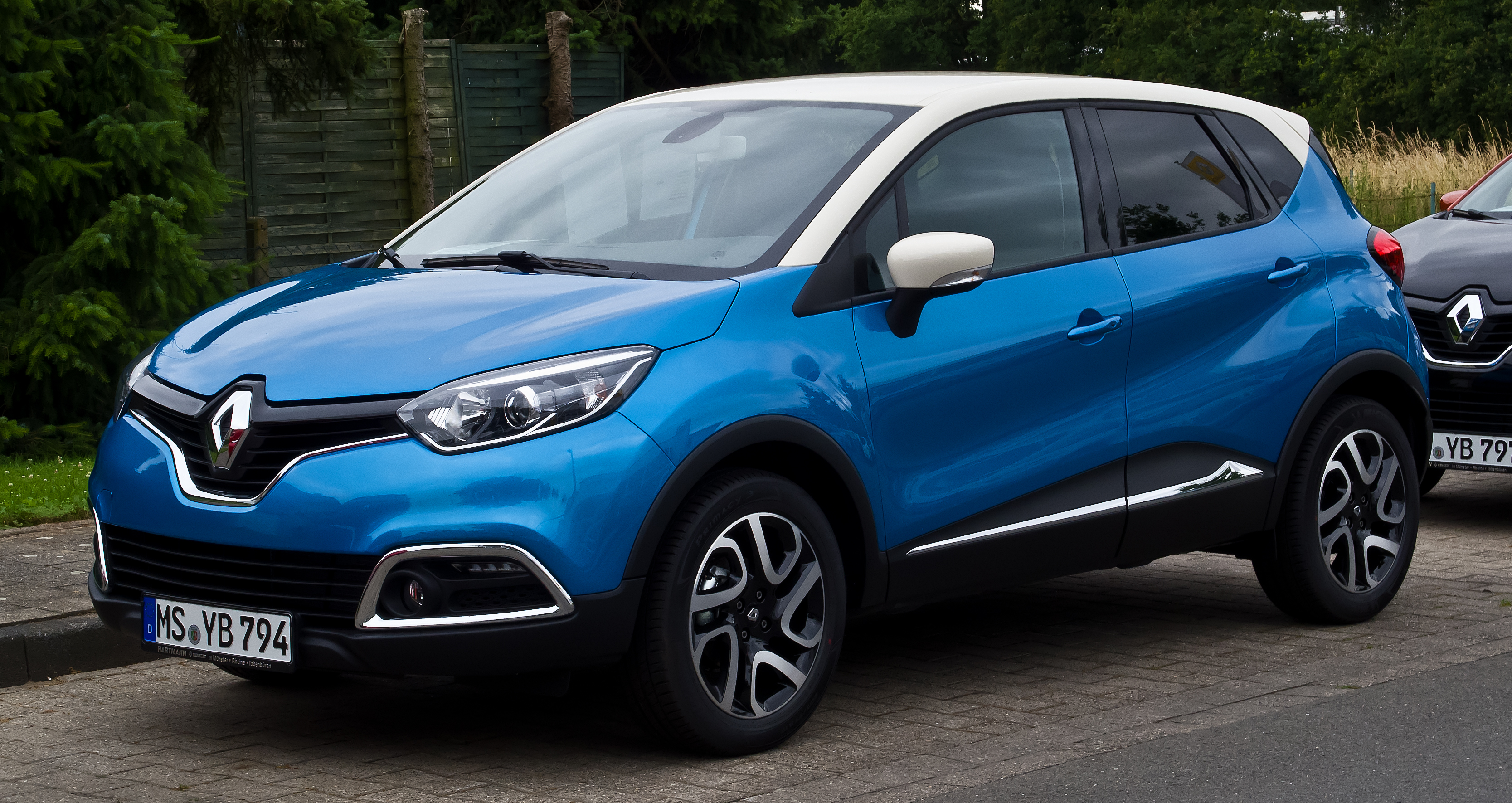
O Renault Captur, mais vendido SUV na Europa

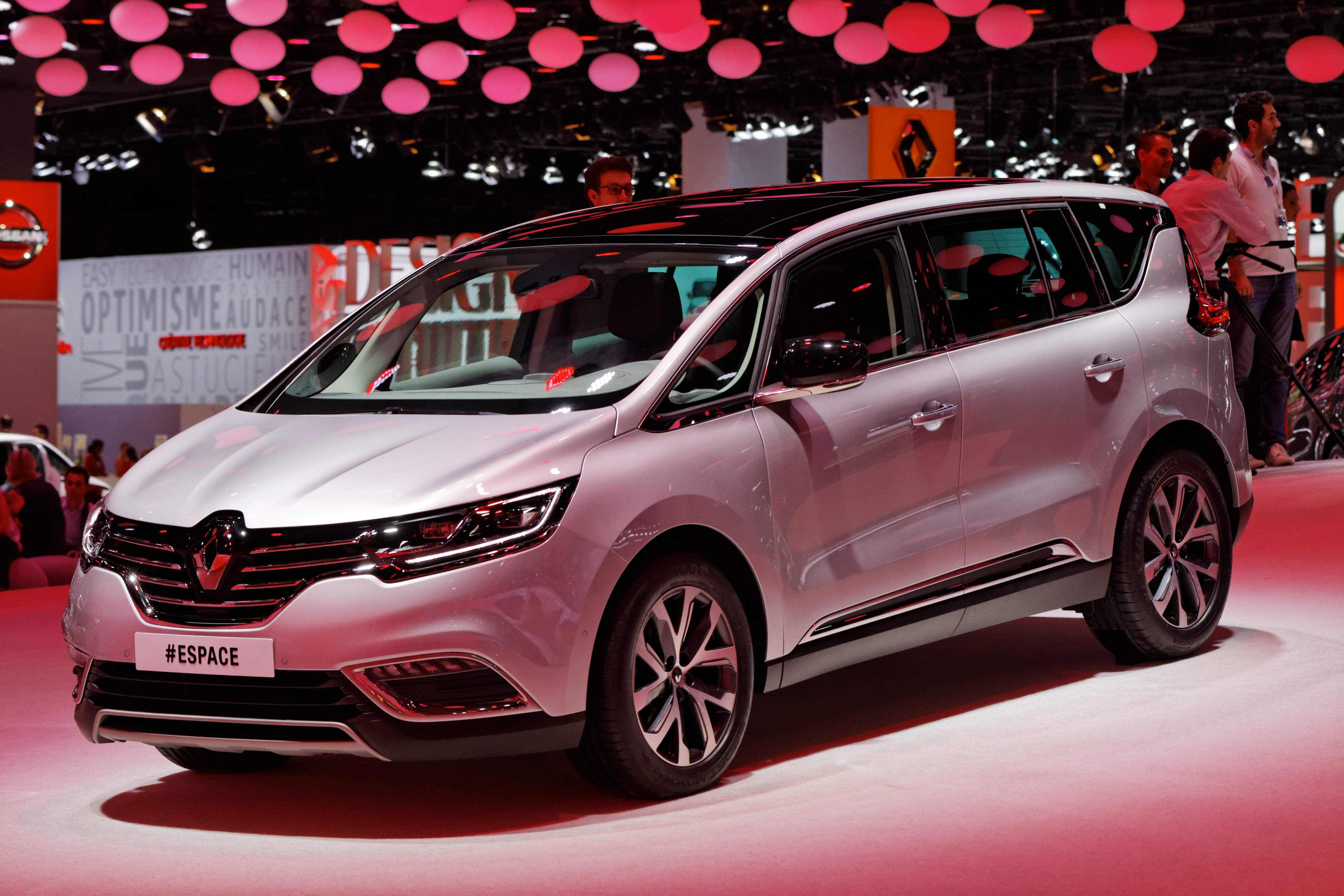
Renault Espace 5, 2015

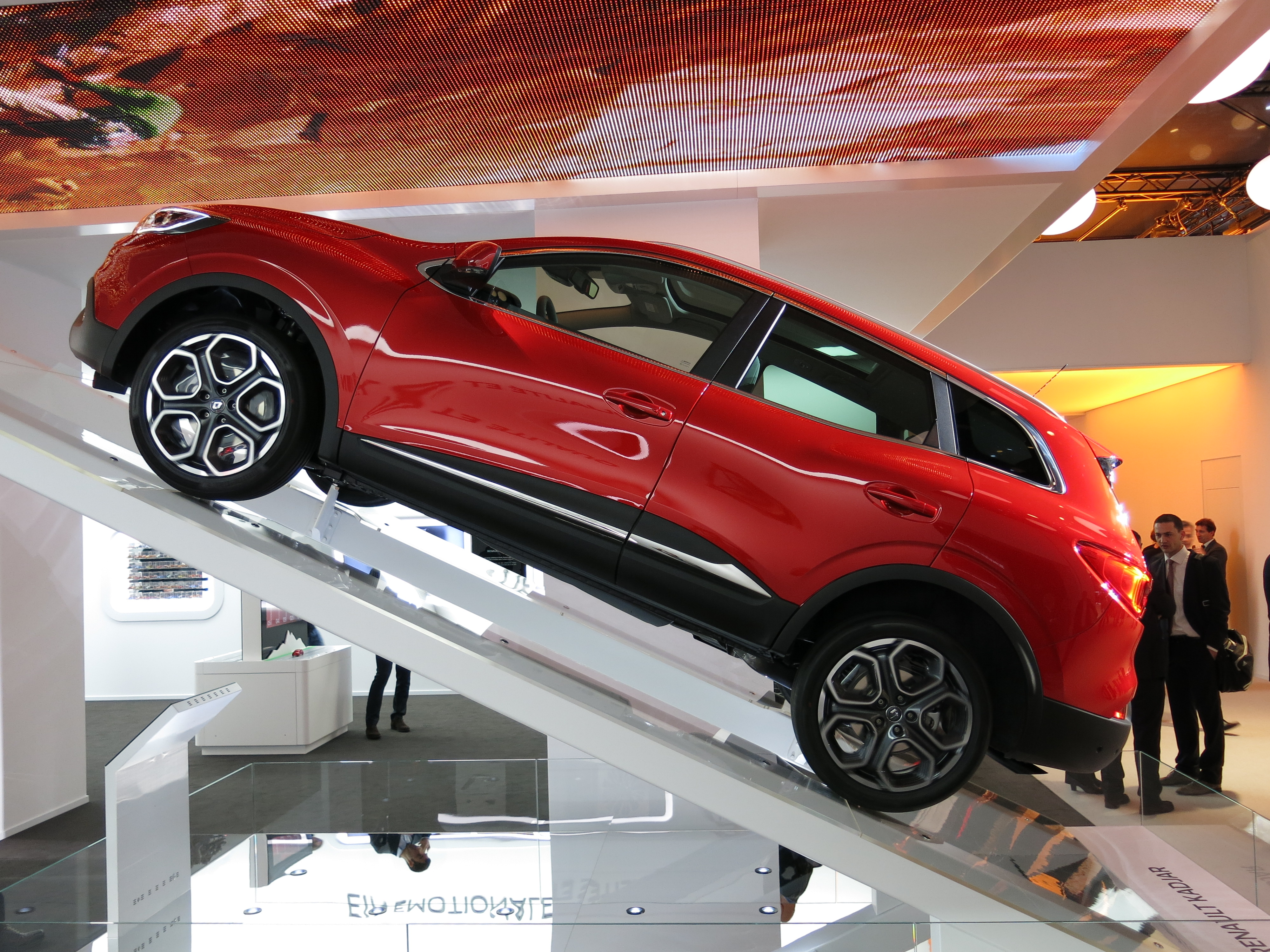
Renault Kadjar 4x4 SUV

Na América do Sul, a Renault possui fábrica na Argentina desde 1967, porém seus modelos foram montados naquele país desde 1960. 

#### Brasil
No Brasil, esteve presente na década de 1960 com Renault Gordini, fabricado em parceria com a norte-americana Willys Overland, que produziu sob licença os modelos Dauphine e Gordini que era uma versão mais aprimorada do Dauphine, até 1968, ano em que a Willys Overland vendeu suas operações para a Ford, a qual herdou o "projeto M". Esse projeto, desenvolvido em parceria entre a Renault e a Willys, resultou no lançamento pela Ford em 1968 do Ford Corcel, um automóvel cujo estilo pode ser considerado, a grosso modo, uma versão americanizada do Renault 12 e com motores Renault C1J que equiparam vários carros da Renault, Ford e Volkswagen (sendo posteriormente rebatizado de CHT e AE consecutivamente, após modificações discretas destas) no Brasil.
Por causa do fechamento do mercado brasileiro na década de 1970 em que importados não podiam ser comercializados no país, e já que a Renault não tinha fabrica instalada em território nacional, a empresa teve que sair do país, no qual ficou por duas décadas sem entrar no país, já na década de 1990 quando o mercado abriu as portas para o exterior graças ao governo de Fernando Collor, a Renault foi a primeira a retornar ao país em 1992, entrando inicialmente como importadora e, posteriormente, como montadora sendo hoje uma marca nacionalizada, e a 5° marca mais vendida no país por 10 anos consecutivo, estando entre as 5 marcas mais importantes do Brasil, a marca é reconhecida pela forte e robusta mecânica e na qualidade de seus materiais.[carece de fontes?]
Em 1998, foi inaugurada a moderna planta fabril na cidade de São José dos Pinhais no Estado do Paraná – que em 2013 foi ampliada, expandindo a capacidade de produção de 220 mil para 320 mil veículos anualmente. Atualmente são produzidos 380 mil unidades anualmente,[carece de fontes?] sendo veículos, utilitários, motores e plataformas, os modelos de maior sucesso de vendas no Brasil onde ficaram por mais de 10 anos no mercado, foram o Mégane e a Scénic, sendo esses, os primeiros modelos nacionais desde a inauguração em 1998 até o ano de 2011 no mercado, a Renault é a 5.ª marca mais vendida no Brasil desde 2007.[carece de fontes?]

## Lista dos principais mercados
Lista dos principais mercados de operação para o Grupo Renault e suas subsidiárias (em 2021).
| Rank | Continente             | Por continente |
| ---- | ---------------------- | -------------- |
| 1    | Europa                 | 1 428 426      |
| 2    | Eurásia                | 659 964        |
| 3    | América Latina         | 263 091        |
| 4    | Ásia-Pacífico          | 194 138        |
| 5    | África e Oriente Médio | 150 782        |

| Rank | País     | Por venda |
| ---- | -------- | --------- |
| 1    | França   | 521 710   |
| 2    | Rússia   | 482 264   |
| 3    | Alemanha | 177 795   |
| 4    | Itália   | 154 093   |
| 5    | Brasil   | 127 159   |

## Prêmios

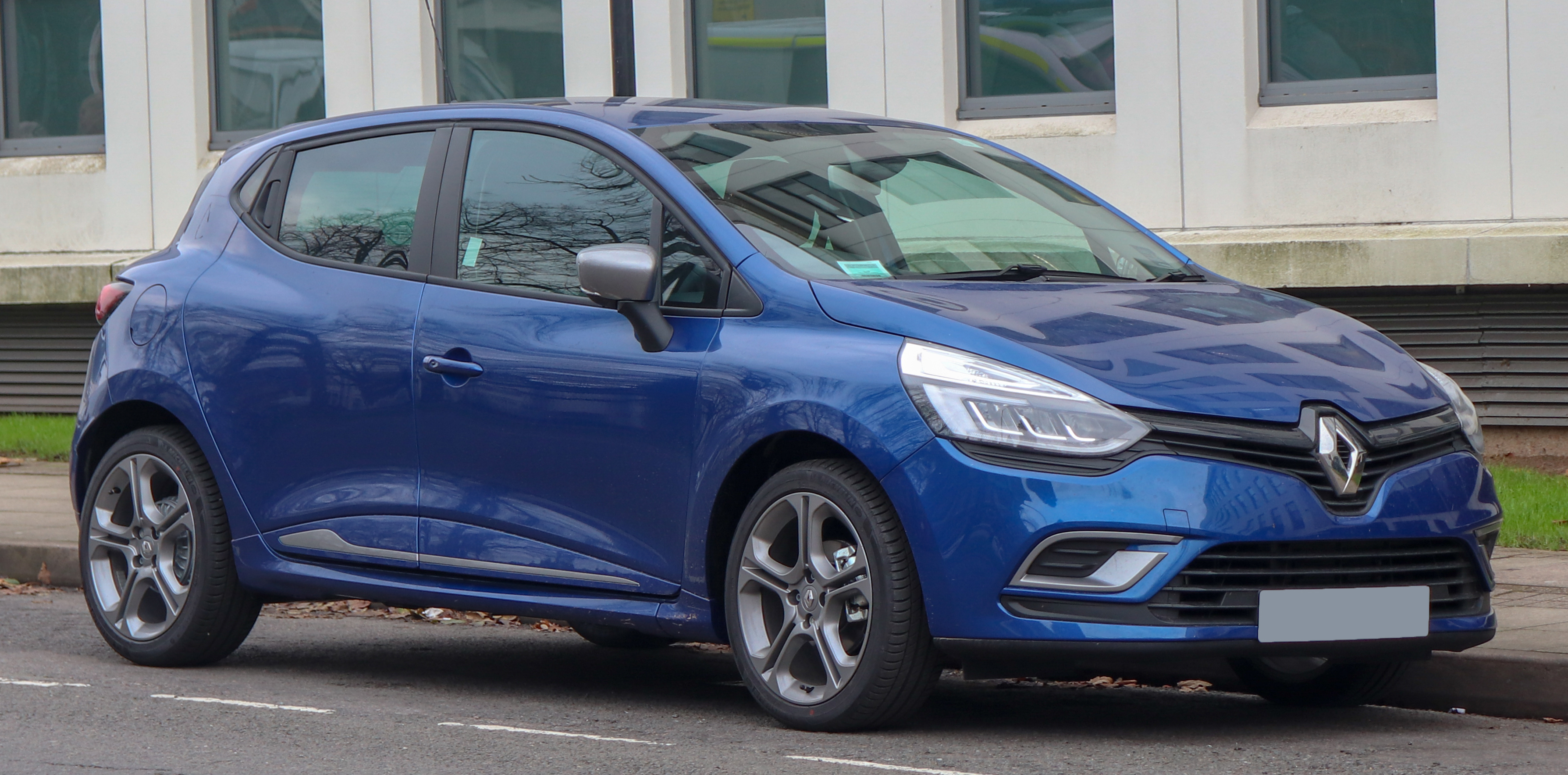
Renault Clio

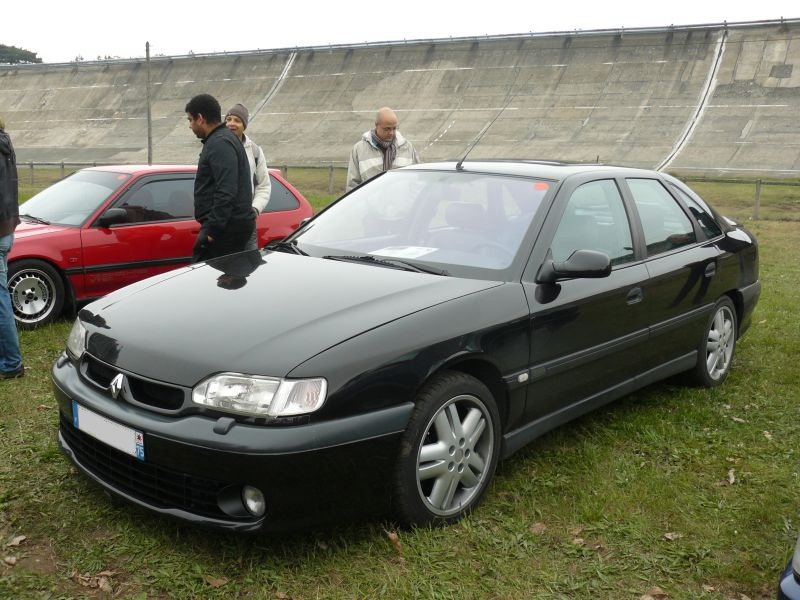
Renault Safrane

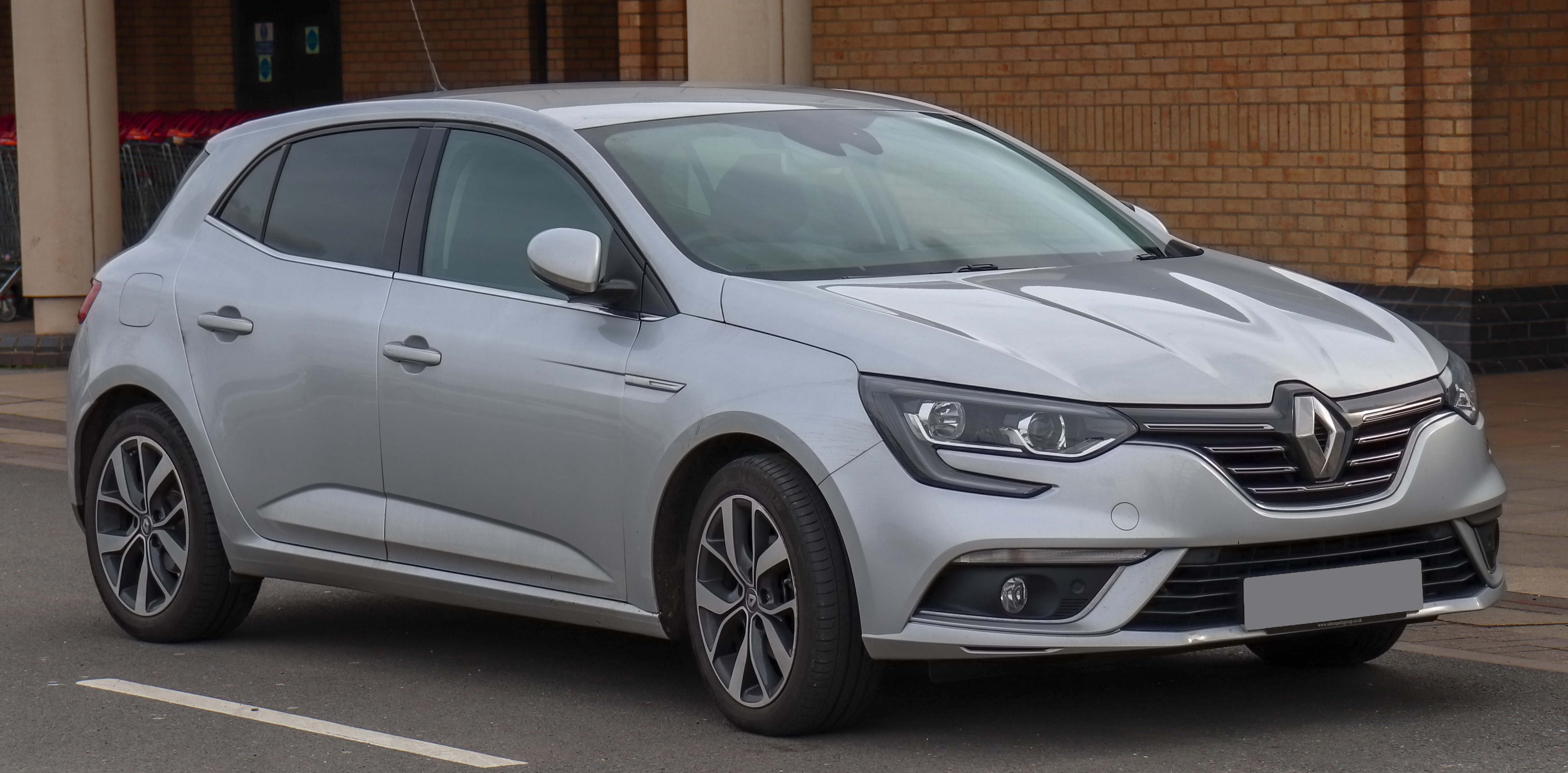
Renault Mégane

### Carro do Ano na Europa
- 1966 – Renault 16
- 1982 – Renault 9
- 1991 – Renault Clio
- 1997 – Renault Scénic
- 2003 – Renault Mégane
- 2006 – Renault Clio
- 2024 – Renault Scenic E-Tech

Sete modelos tem também uma segunda ou terceira classificação.
- 1970 – Renault 12
- 1972 – Renault 15/17
- 1973 – Renault 5
- 1976 – Renault 20/30
- 1985 – Renault 25
- 1993 – Renault Safrane
- 2002 – Renault Laguna

### Carro do Ano em Espanha
- 1973 - Renault 5
- 1979 - Renault 18
- 1983 - Renault 19
- 1987 - Renault 21
- 1989 - Renault 9
- 1991 - Renault Clio
- 1994 - Renault Twingo
- 1995 - Renault Laguna
- 1997 - Renault Mégane

(*): A Citroen Xantia foi eleito como vencedor do troféu em 1994

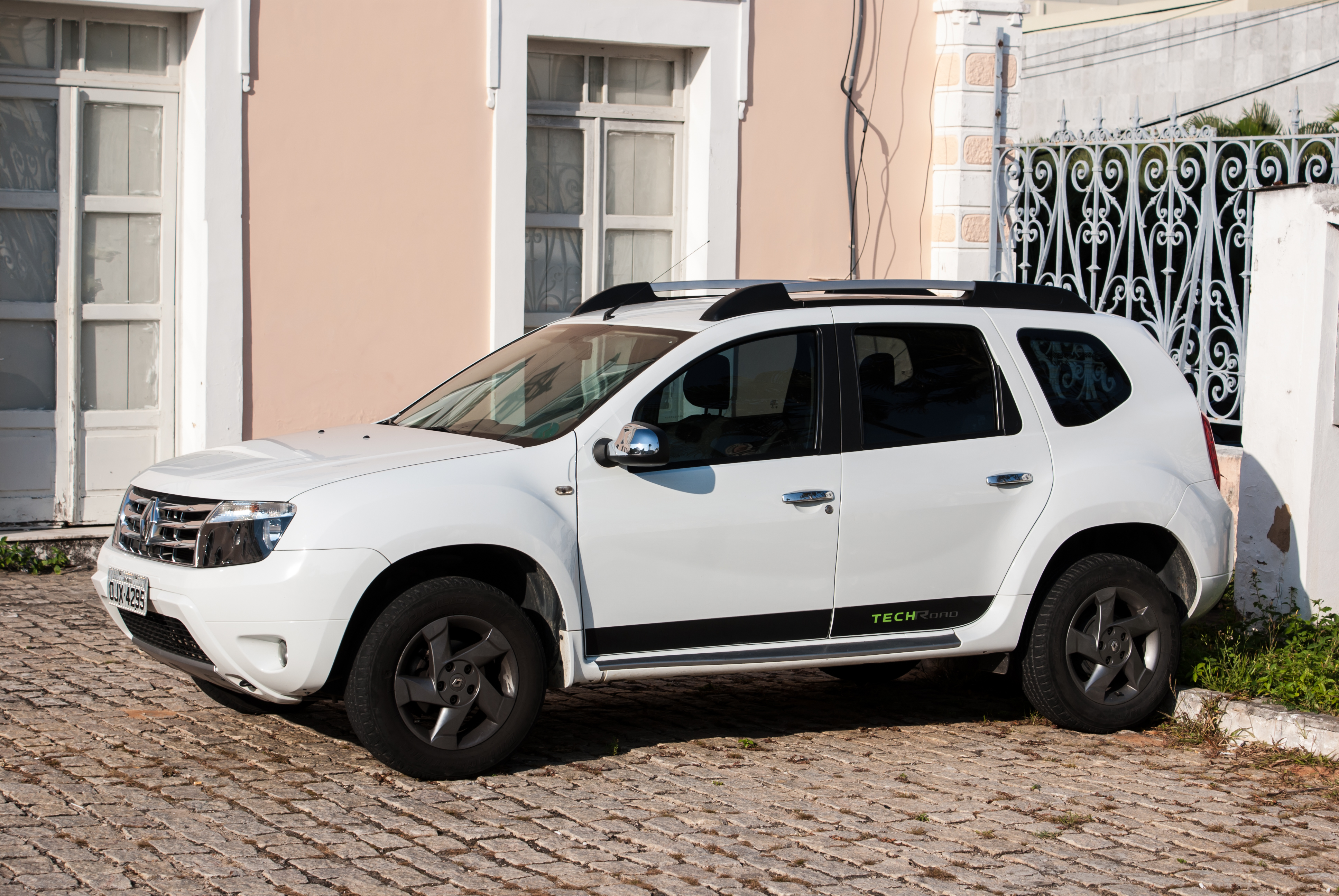
Renault Duster

### Carro do Ano 'Autobest'
O Carro do Ano troféu 'Autobest é atribuída pelo júri Autobest, de 15 países: Bulgária, Croácia, República Checa, Chipre, Macedónia, Hungria, Polónia, Roménia, Rússia, Sérvia, Eslováquia, Eslovénia, Turquia , Ucrânia e Malta. Os quinze membros do júri Autobest designar um troféu vencedor, depois de marcar 13 critérios, incluindo o consumo de combustível, versatilidade, espaço ou design.
- 2005 – Dacia/Renault Logan
- 2009 – Renault Symbol II
- 2011 – Dacia/Renault Duster

### Carro do Ano na Irlanda
- 1990 – Renault 19
- 2002 – Renault Laguna

## Carros de competição

### Formula 1

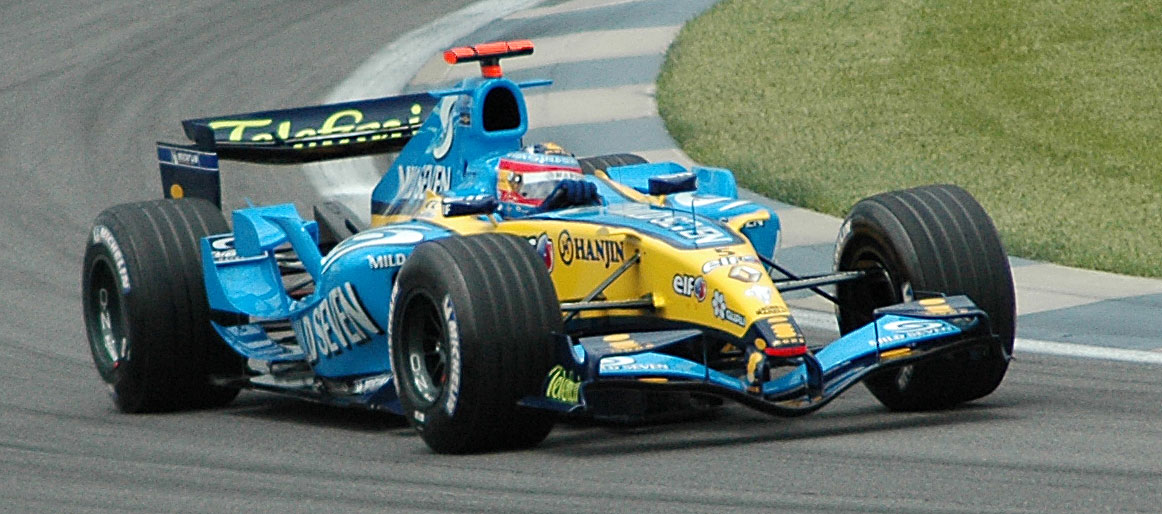
Fernando Alonso, pilotando modelo Renault em Indianapolis no ano de 2005. Nesse mesmo ano, Alonso venceu o campeonato de F1 com a equipe.

A Renault competiu como equipe na Formula 1 entre 1977 e 1985. De 1989 a 1997 a Renault se ausentou da F1 como equipe, porém continuou participando ativamente, como fornecedora de motores, sendo fornecedora de motores das vitoriosas equipes Williams e Benetton.
Novamente do ano de 2002, com aquisição da Benetton, a equipe Renault retornou a F1 como equipe, sendo bicampeã do mundial de construtores em 2005 e em 2006 e fazendo do piloto Fernando Alonso o bicampeão do mundial de pilotos desse mesmo ano.
Em 2010 a equipe passou a contratar os pilotos Robert Kubica e Vitaly Petrov, não obtendo contudo resultados significativos. Mais tarde em 2011 a equipe passou a se chamar Lotus Renault após o grupo Genii Capital vender sua parcela de participação na equipe para o grupo Lotus. A equipe contou nesse ano com os pilotos Nick Heidfeld e Vitaly Petrov. Contudo Heidfeld foi mais tarde substituído por Bruno Senna por ter seu rendimento considerado insatisfatório. Em 2012 a equipe passa a se chamar somente Lotus firmando um acerto com o piloto francês Romain Grosjean e o retorno do piloto finlândes campeão Kimi Raikkonen

### Renault Sport
A Renault possui desde a década de 1970 uma divisão responsável pelas competições dos carros da marca.

## Plataformas
Em parceria com a Nissan, a Renault utiliza as seguintes Plataformas Renault.

## Participação na AvtoVAZ
Em 8 de dezembro de 2007 foi anunciada uma parceria entre empresas estatais russas e a Renault para revitalizar a AvtoVAZ e a marca Lada. O estado russo, via empresas estatais, e a Renault serão sócios na proporção de 50% para cada em uma sociedade de propósito específico que, por sua vez, deterá pelo menos 50% de participação no capital da AvtoVAZ. Em 2012 a participação da Renault na empresa aumentou para 68% se tornando assim sua controladora com o estado russo se tornando acionista minoritário.
Em 16 de maio de 2022, a Renault vendeu sua participação na AvtoVAZ para a Central Research and Development Automobile and Engine Institute (NAMI), um centro de pesquisa apoiado pelo Estado, por um rublo. O acordo tem uma opção de recompra pela Renault dentro de seis anos após a venda. Na ocasião, o Grupo Renault, que tinha 30% do mercado russo de veículos e empregava 45 mil pessoas no país também cedeu sua participação integral na Renault Rússia.

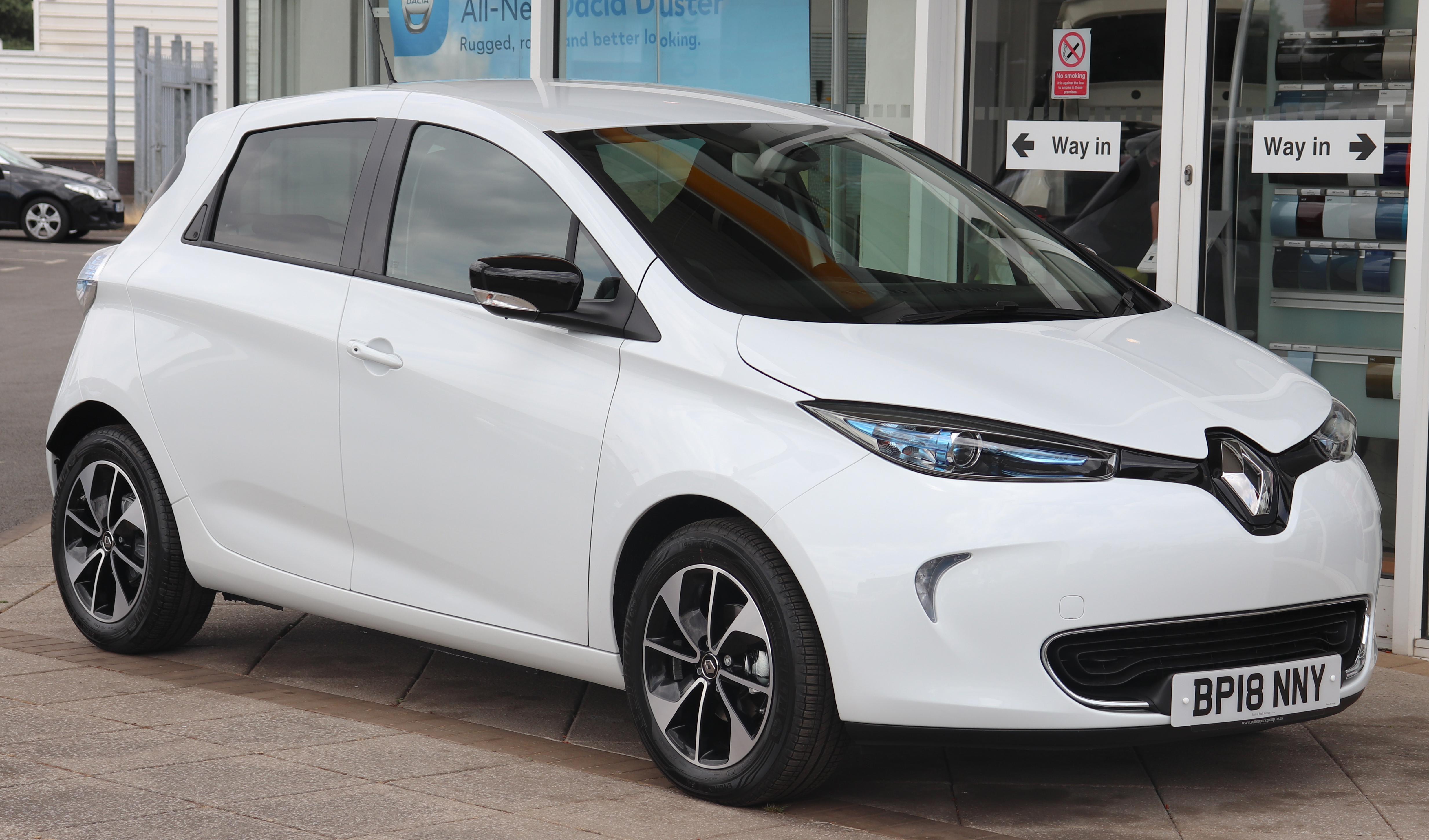
A autonomia do Renault Zoe varia entre 210 e 400 km.

## Veículos elétricos
O consorcio Renault-Nissan vem colaborando com o Project Better Place para a produção de redes de vehículos totalmente eléctricos e milhares de estações de recarregamento em Dinamarca, Portugal, Israel, Silicon Valley (na Califórnia, Estados Unidos) e em outros países. Já em 2011 oferecerá a parceria de Renault-Nissan e Better Place a infraestrutura e os automóveis.

## Modelos fabricados no Brasil
- Renault Mégane (1998–2011)
- Renault Scénic (1998–2011)
- Renault Clio (2000–2014)
- Renault Kangoo (2000–2014)

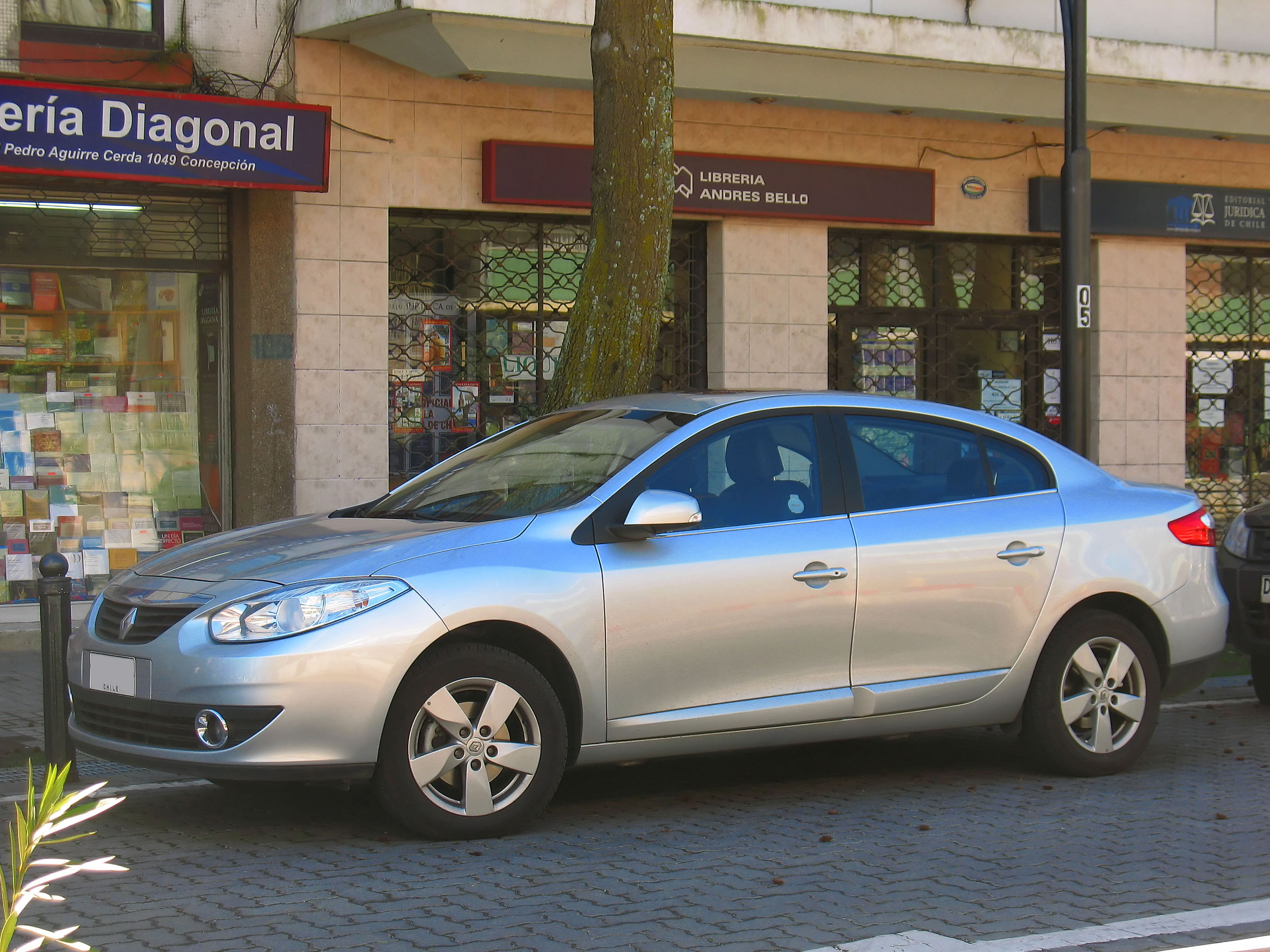
Renault Fluence

- Renault Mégane Grand Tour (2007-2014)
- Renault Fluence (2010–?)
- Renault Sandero (2007–2022)
- Renault Logan (2007–2023)
- Renault Master (2001–Atualmente)[26]
- Renault Duster (2011–Atualmente)
- Renault Oroch (2015–atualmente)

## Modelos Importados no Brasil
- Renault 21 (1992–1994)
- Renault Twingo (1994–2002)
- Renault 19 (1994–1998)
- Renault Laguna (1994–2001)
- Renault Trafic (1994-2001)
- Renault Clio (1996-1999)

## Modelos
- Renault Zoe (2012)
- Renault Twizy (2012)
- Renault Twingo III (2014), 'City' Carro do Ano na UK 2015[27]
- Renault Clio IV (2012)
- Renault Sandero II (2012)
- Renault Duster (2010)
- Renault Duster Oroch (2015)
- Renault Mégane III (2008)
- Renault Alaskan (2016) pick-up média
- Renault Kwid (Brasil) (2017)
- Renault Captur (2013) SUV
- Renault Kadjar (2015) SUV
- Renault Scénic III (2009)
- Renault Symbol (2009)
- Renault Grand Scénic III (2009)
- Renault Laguna III (2007)
- Renault Espace V (2015)
- Renault Koleos II (2007) SUV
- Renault Kangoo II (2007)
- Renault Trafic (2014)
- Renault Wind (2010) Roadster
- Renault Talisman (2015)
- Renault Logan (2007)
- Renault Kwid (2018)
- Renault Master (2003)

## Galeria de imagens

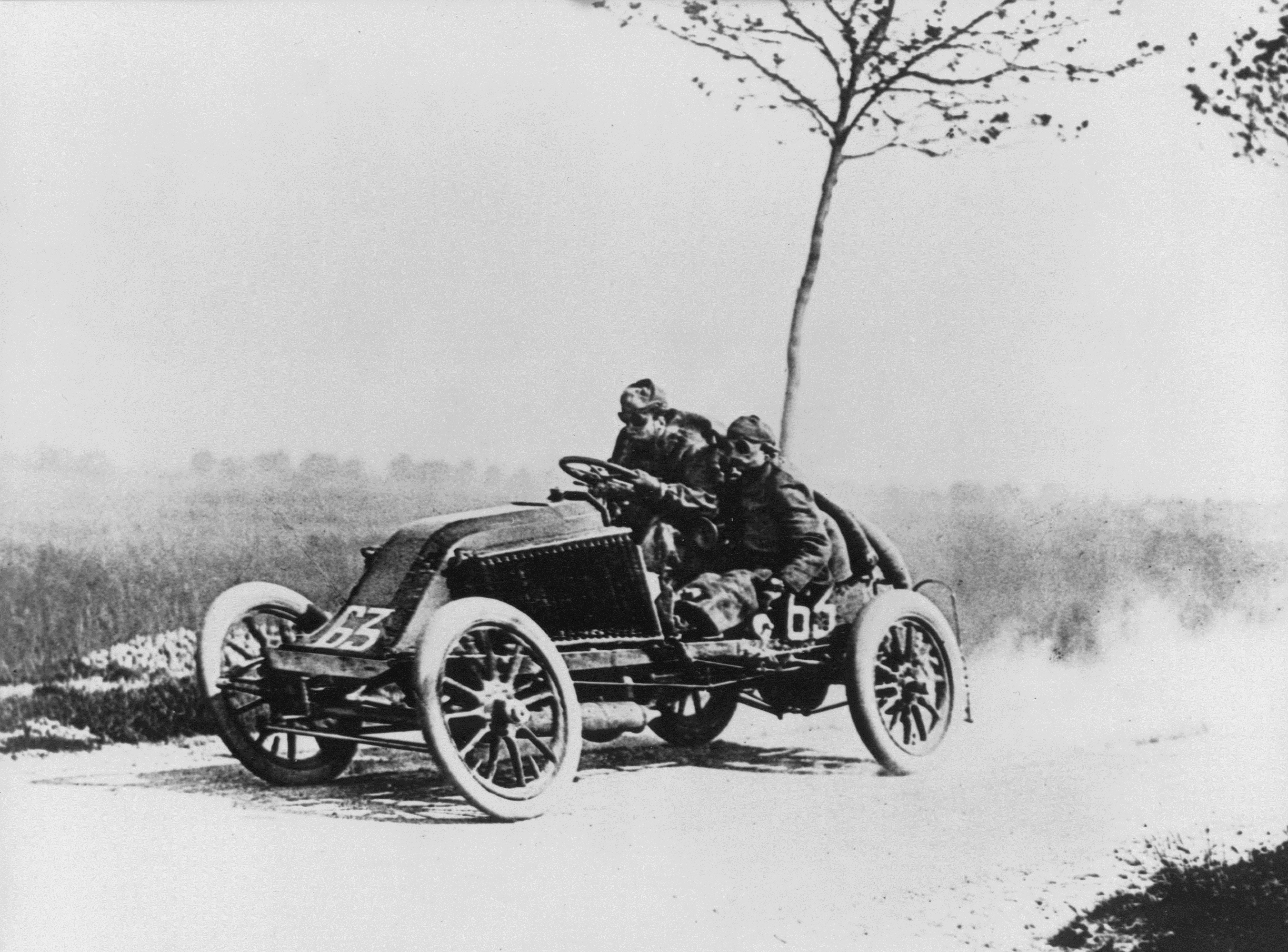
Marcel Renault em competição em 1903
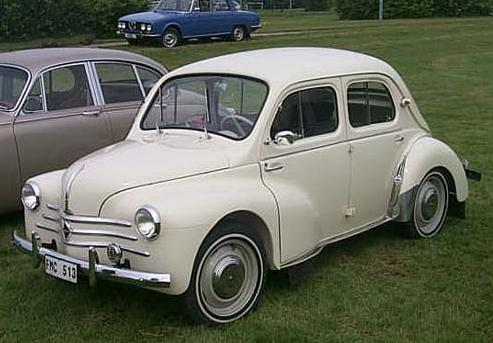
Renault 4CV 1956
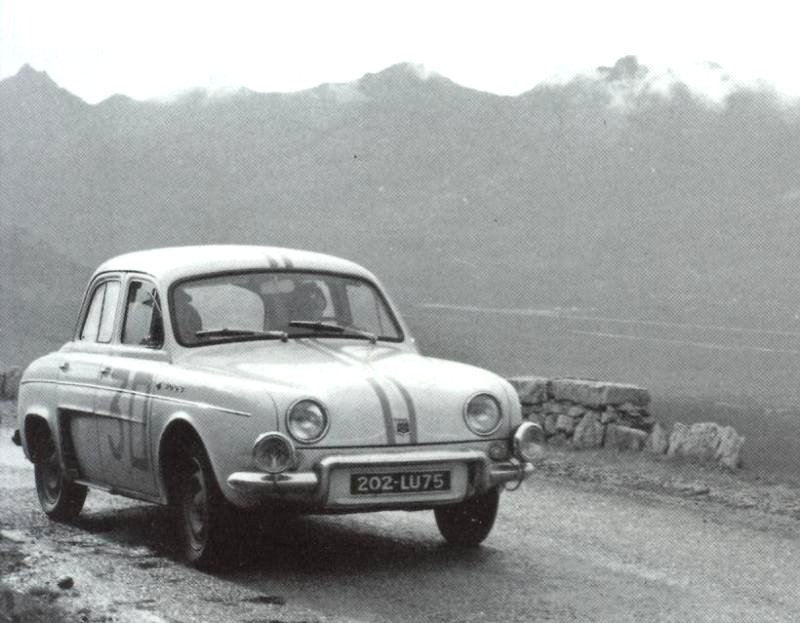
Renault Dauphine (1956-1968)
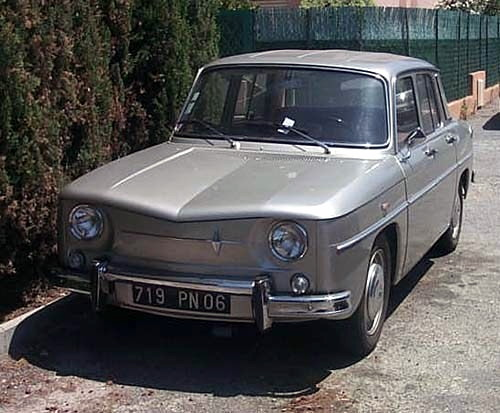
Renault 8 (1962-1976)
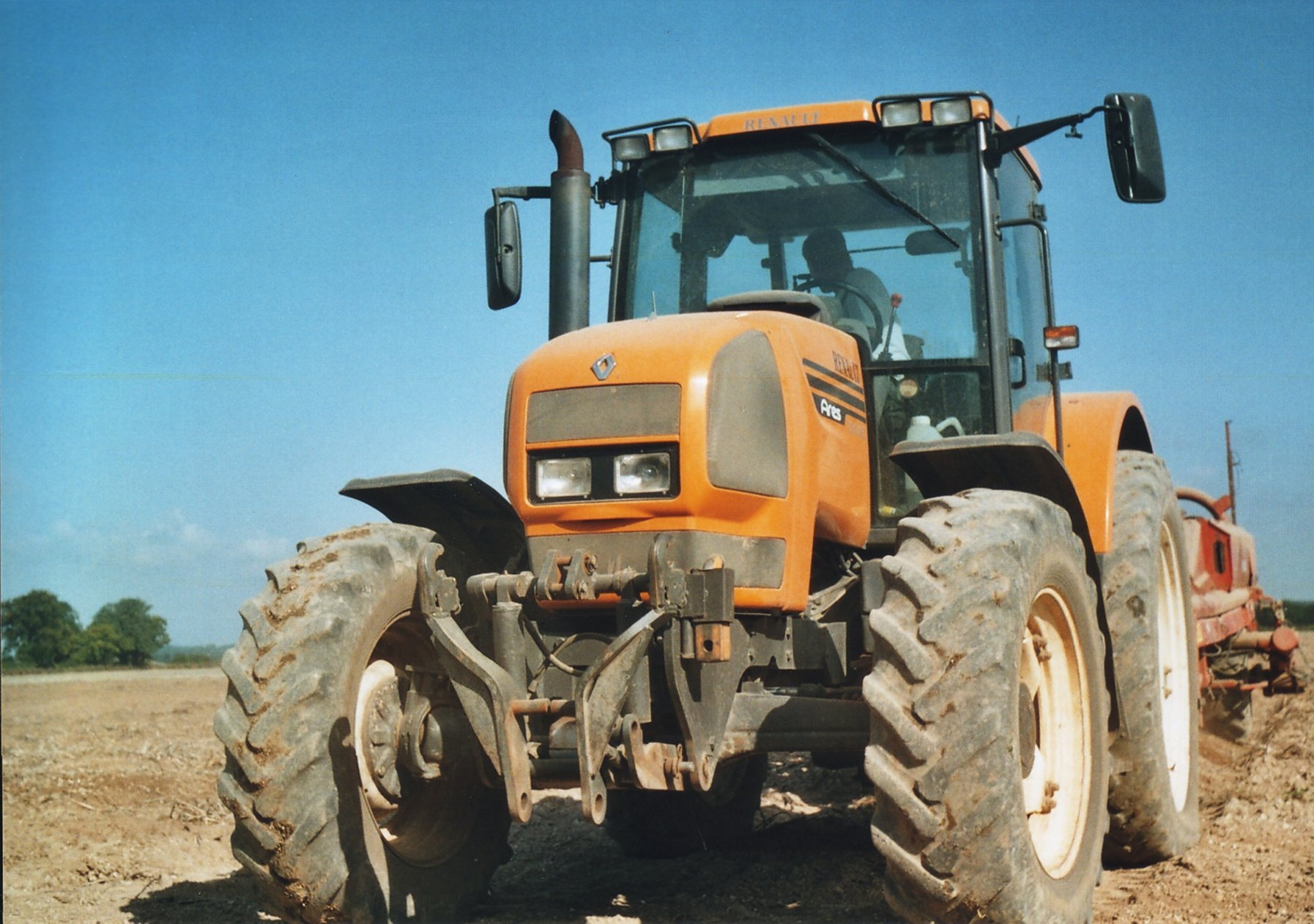
Trator fabricado pela Renault
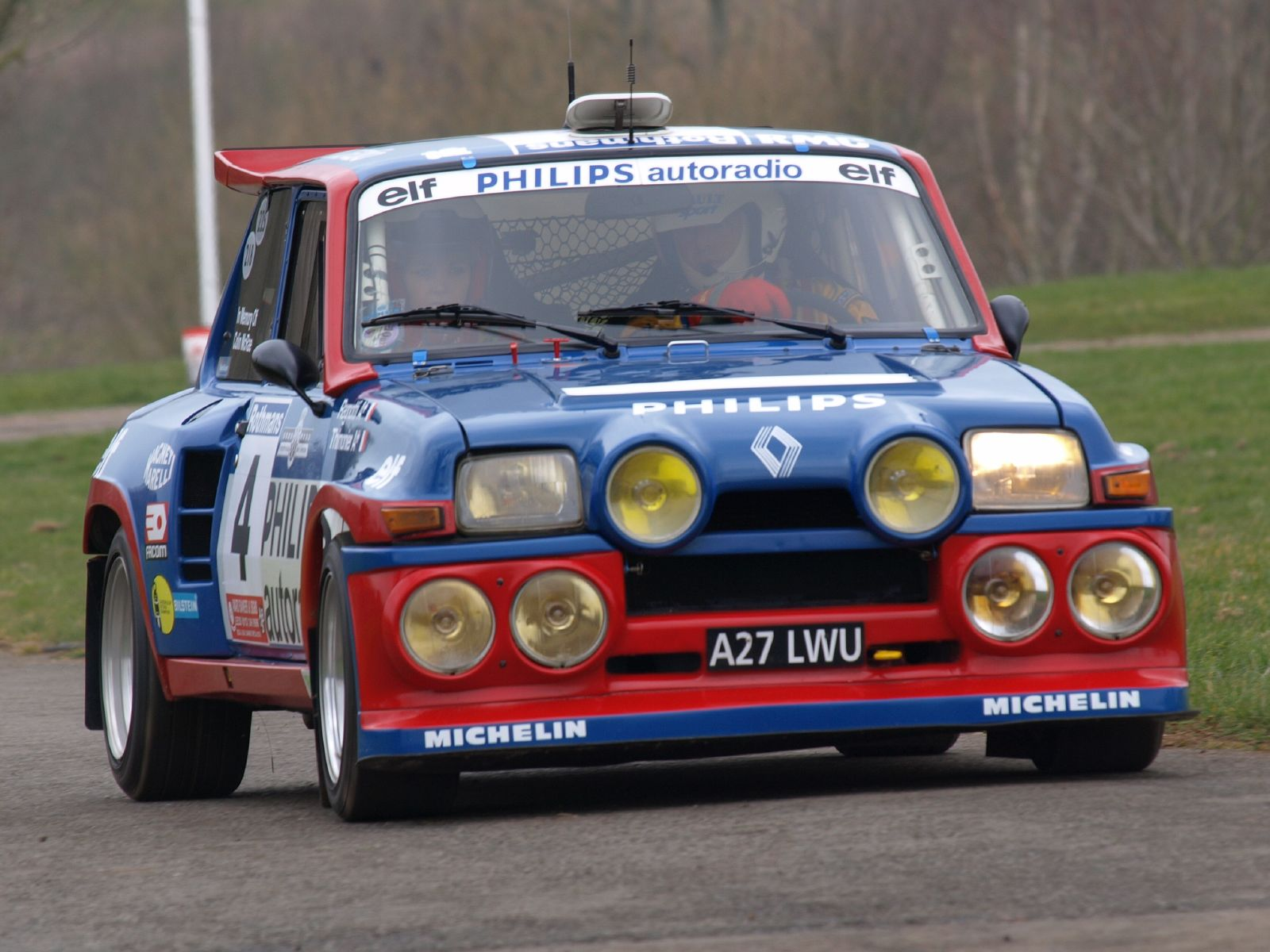
O Renault 5 é até hoje utilizado em competições
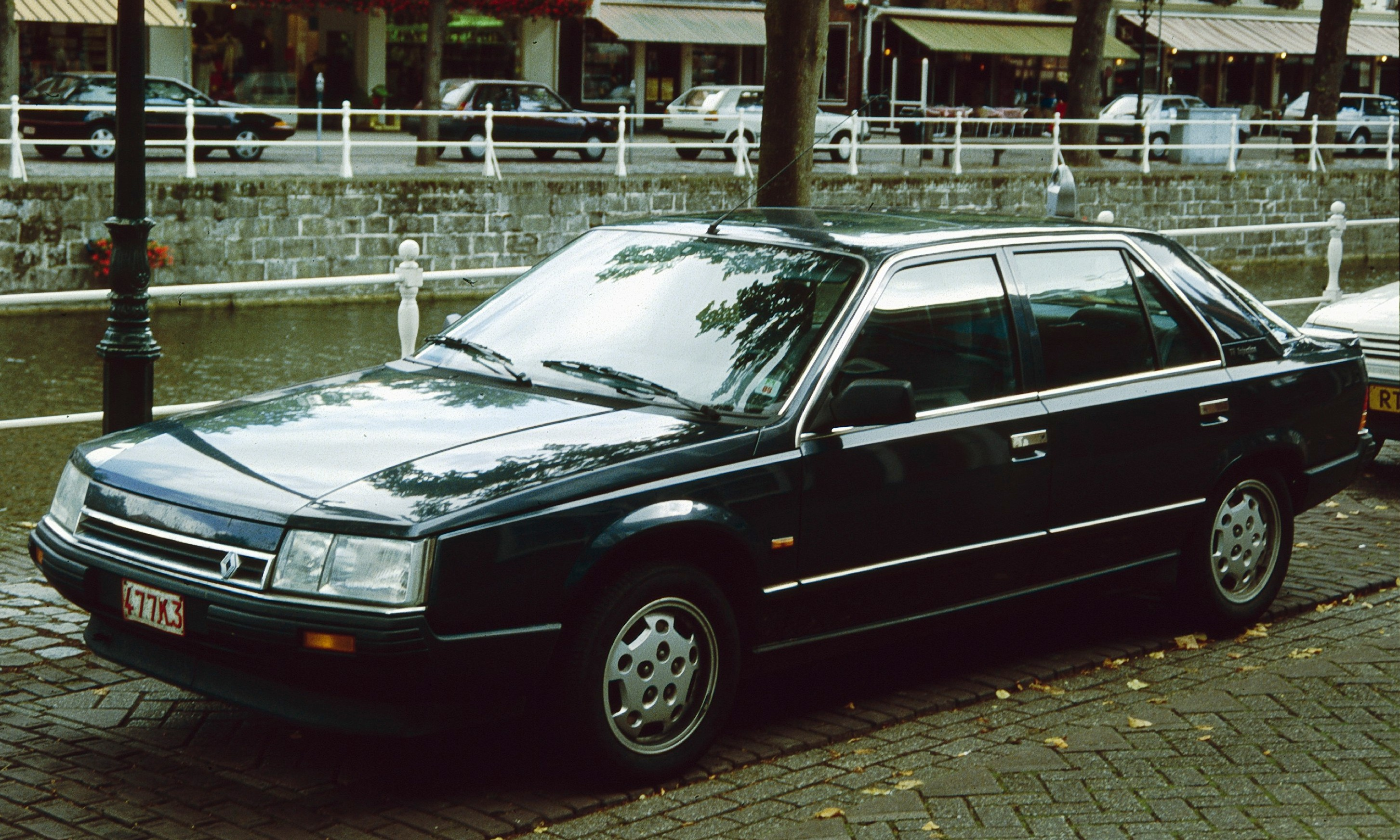
Renault 25
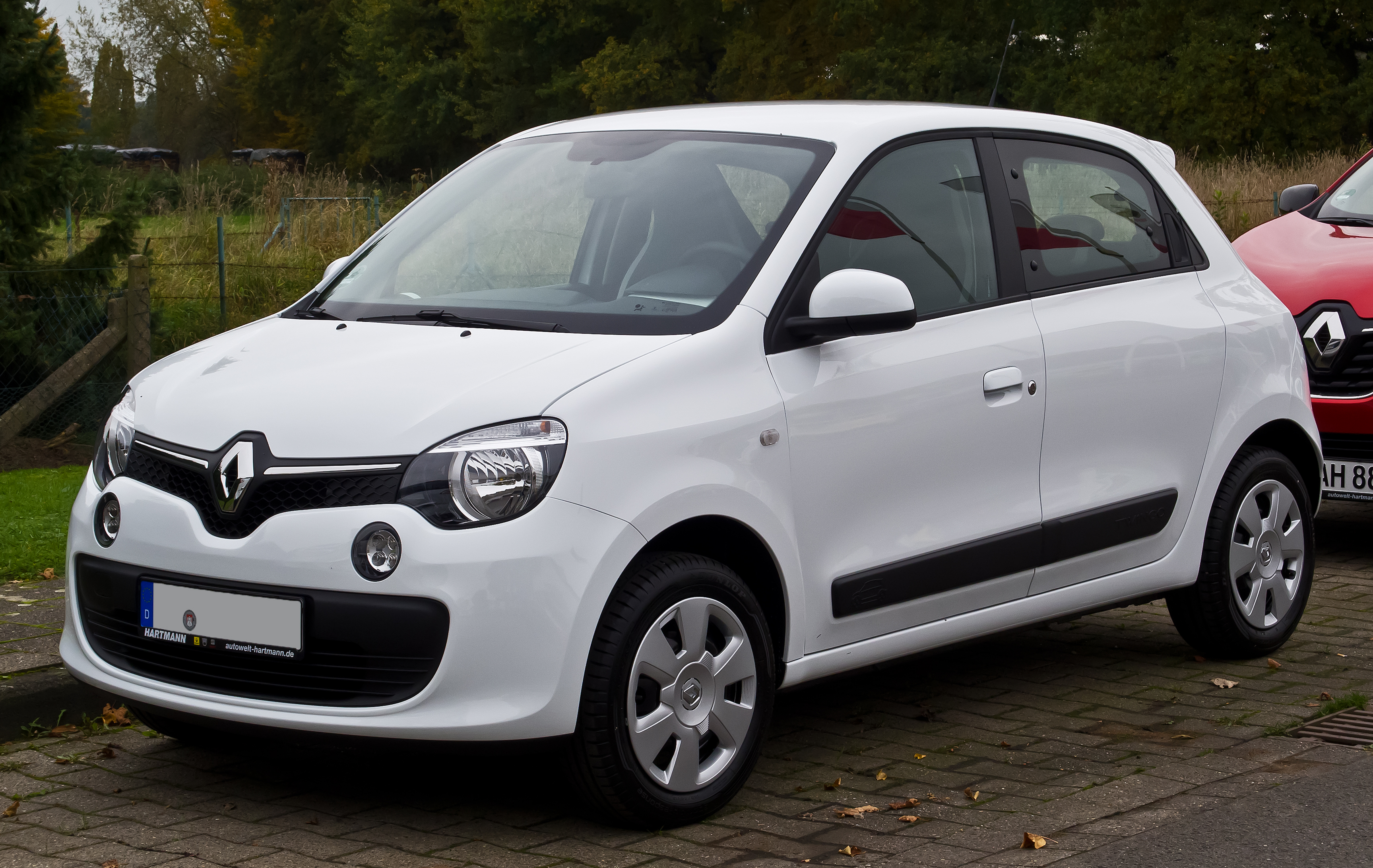
Renault Twingo
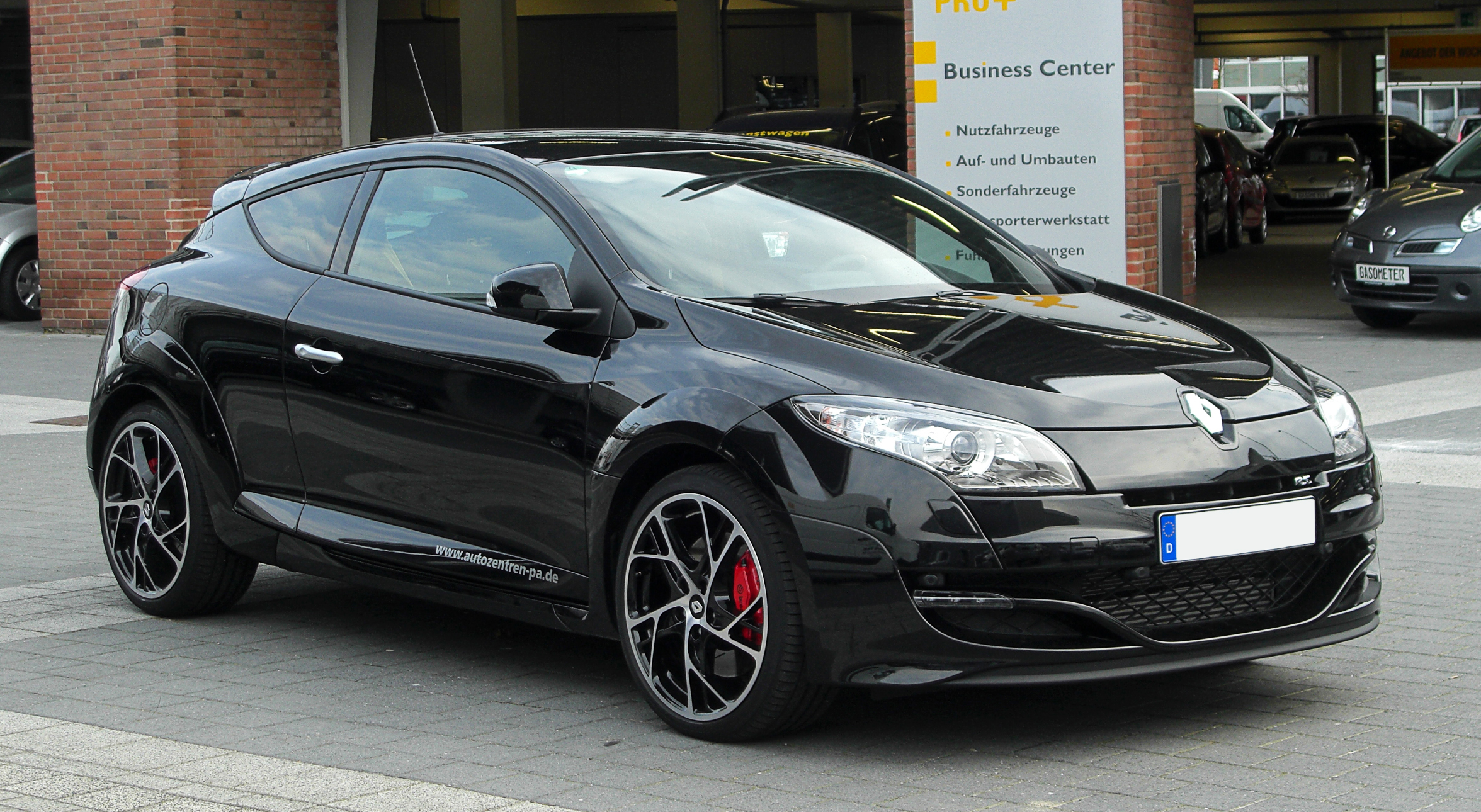
Renault Mégane RS
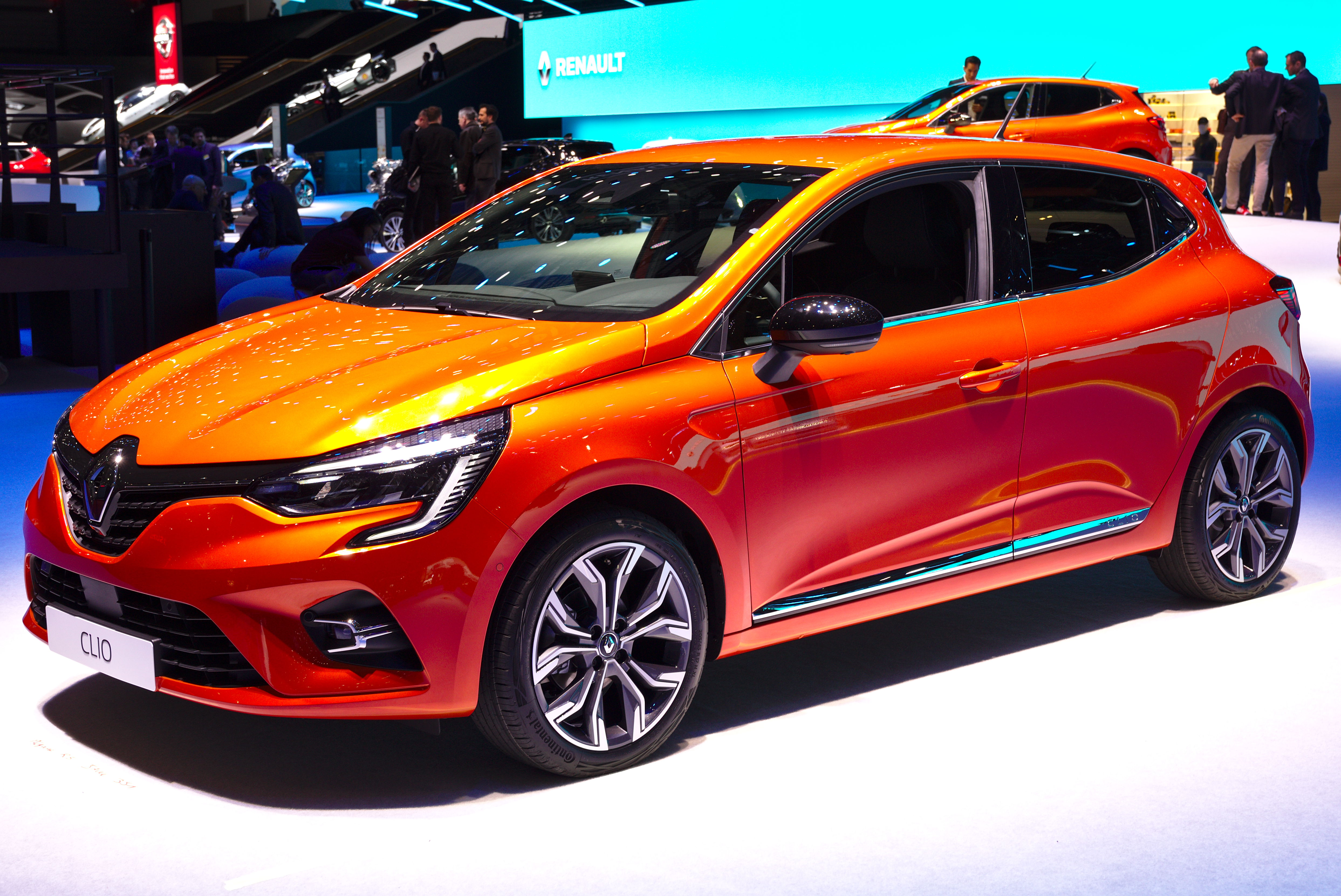
Renault Clio
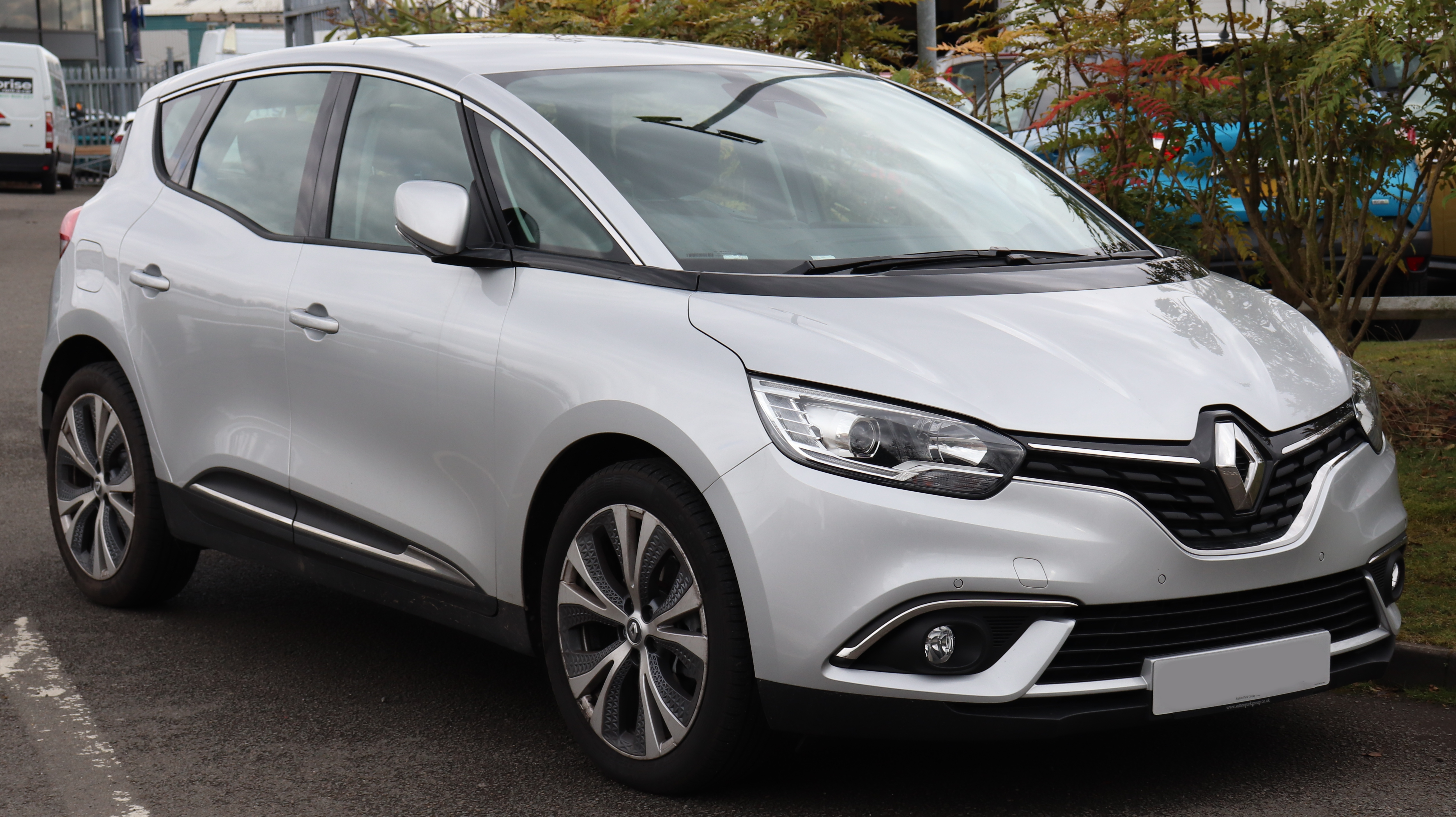
Renault Scénic